# Sveta Hema
Koordinati:   46°33′15″N, 14°39′59″E
Sveta Hema (nemško Hemmaberg; tudi Junska gora) je 842 nmv visok hrib nad povirjem Globasnice v Podjuni na avstrijskem Koroškem.

## Junska gora
Junska gora je del Karavank in se nahaja na južnem robu Podjunske doline, 5,4 km zahodno od Globasnice. Ima nadmorsko višino 842 m. Glede na nadmorsko višino drugih vrhov v Karavankah gre za pojav erozije v terciaru (geološka karta 1:50.000) pred 12 - 14.000.000 let. Sestava je konglomeratna apnenčasta skala, ki jih tu imenujejo Bärentalkonglomerat. Na severni strani je Junska gora strma. Tukaj se nahaja tudi jama imenovana Rozalska jama/Rosaliengrotte z zdravilnim izvirom. Vegetacija je sestavljen večinoma iz smrekovega gozda, na planoti so travniki. Kot potencialna naravna vegetacija je jelovo - bukov gozd. Ime nepremičnine na južni strani Junske gore, Gradischnigg, se nanaša na ruševine gradu.
Danes je na hribu cerkev posvečena sv. Hemi, ki so jo začeli graditi okoli 1489 in jo leta 1519 posvetili. Ko je leta 1680 na Zgornjem Štajerskem razsajala kuga so se župnije arhidiakonata Dobrla vas zaobljubile, da bodo cerkvi prizidali kapelo v čast sv. Rozalije. V treh letih so res prizidali kapelo in podaljšali prvotno cerkev.
V cerkvi je šest oltarjev, glavni s sliko sv. Heme in sv. Doroteje. Nad njim je poznogotski relief Žalostne Matere božje. Po stenah prezbiterija so freske iz zgodnjega 17. stoletja. Stranski oltarji so posvečeni sv. Rozaliji, sv. Frančišku Ksaveriju, sv. Janezu Nepomuku, sv. Urbanu in Erazmu ter sv. Krištofu in Jerneju. So baročne rezbarske mojstrovine. Na oboku ob prizidku iz leta 1680 je baročna skupina križanja. Ob vhodu v cerkev so ostanki iz keltskih in rimskih časov: keltski žrtvenik, plošče z latinskimi napisi in okrašeni kamni - eden je vgrajen kot stopnica pred vhodom.

## Arheologija
Prvi sledovi poselitve so datirani v obdobje 1500-1250 pred našim štetjem. Iz rimskega obdobja je znan napis čaščenje božanstva imenovanega Iovenat (ali Iouenat). Napis se glasi: Iouenat / Aug(usto) / Attia Ing[e]/nua v(otum) s(olvit). (Iouenat Augustus Attii Ingenua odrešil zaobljubo.)), Augustus je skupen atribut v napisih lokalnih božanstev. Od tega božanstva izhaja ime rimske naselbine v dolini, Iuenna (na območju današnje Globasnice) in tudi srednjeveško ime gore Iunberch ali Jaunberg in ne nazadnje celotne Podjunske doline (Jauntal). Iovenat je skoraj gotovo pred rimsko božanstvo, kar sledi iz ostankov lončenine iz tega obdobja. To govori o neprekinjeni naselitvi tudi po rimski zasedbi Norika. Po ustanovitvi Iuenna je bilo naselje v dolini verjetno zapuščeno.
Na naravno zavarovanem hribu so ostanki velike poznoantične naselbine z več zgodnjekrščanskimi cerkvami. Vrh hriba je bil poseljen že v prazgodovinskih obdobjih, v pozni antiki okoli 400 n. št. pa so ga obdali z več metrov visokim nasipom iz kamenja in zemlje ter domnevno utrjenim še z dodatno palisado. V notranjosti utrdbe pa ostanke več stanovanjskih hiš in delavnic. Na vzhodnem delu najvišje terase so našli ostanke enoladijske cerkve z apsido postavljene v 5. stoletju. Ob zahodni in južni strani cerkve so našli ostanki  enajstih grobov, severno od cerkve pa ostanke vodnega zbiralnika. Vzhodno od te cerkve so v 6. stoletju (okoli let 500/510) postavili t. i. dvojno cerkev s krstilnico. 
Poleg romarske vloge je bil kompleks na Sveti Hemi tudi pomembno cerkveno-upravno središče. Opuščen je bil koncem 6. stoletja, o čemer pričajo ostanki najstarejše slovanske keramike, ki so bili najdeni v ruševinah cerkva. Pepel na mozaikih in staljeno steklo oken kažejo, da je bilo naselje, verjetno v času slovanskega osvajanja okoli 600 n. št., požgano.
Med letoma 1498 in 1519 je bila cerkev sv. Heme in Doroteje delno zgrajena z materialom iz cerkvenih ruševin.
Leta 1887 je K. Hauser poročal, da je našel stare zidove na Hemmabergu. Znanstveno raziskovanje začelo šele leta 1906, izkopavanja so potekal do leta 1914. Notar H. Winkler je izkopaval vzhodno dvojno cerkev, kar je objavil leta 1916 Rudolf Egger. Od leta 1978 vodi izkopavanja za Koroški deželni Muzej Franz Glaser.
Od leta 2002 se nahaja na Hemmabergu meditacijska poti "ad Fontes". Izkopanine so odprte za javnost kot muzej na prostem, mozaiki se nahajajo v muzeju v Globasnici. Prvi temelji so konzervirani, vidijo se izvirna tla označena z mozaiki iz belega prodnatega marmorja in rdečega apnenca. Sivo zelene plošče iz lomljenca prikazujejo lokacije grobišč, saj prvotne nagrobne plošče niso ohranjene. 

## Izkopavanja
Prva cerkev je bila zgrajena v začetku 5. stoletja in je apsidialna. Je slabo ohranjena. Njena velikost je 15,8 x okoli 7 metrov. V apsidi je bila duhovnikova miza. Prezbiterij je bil povišan, na mestu oltarja je relikviarij. Na severni strani cerkve je zakristija in v podaljšku prostor neznane funkcije. Na južni strani so našli nekaj grobov, en grob je bil v ločenem prostoru v apsidi. Preostali del južne in zahodne strani so bile verjetno lesene dvorane. Grobove pripisujejo duhovnikom in cerkvenim ustanoviteljem, ki so imeli privilegij, da so bili pokopan blizu mučenikov. Severno od cerkve je v skalo vdolbena in z glino obložena cisterna. 
V okolici cerkve je več romarskih kamnitih hiš z do 244 m² prostora, v katerih so spoznali kuhinje in talno ogrevane jedilnice. Kamnite zgradbe so videti kot da so služile nastanitvi osebja, ki je nadzorovalo romarsko svetišče. Zelo verjetno so bile predeljene z lesenimi stenami, vendar to ni očitno. Obe vrsti hiš sta imeli, kolikor je bilo možno odkriti, čopaste strehe in vhodno verando. Poleg tega obstajajo sledovi več lesenih stavb, ki so jih uporabljali kot stanovanjske stavbe prebivalstva. V stavbi so našli številne koščke amfor in kozarcev pa tudi železno tehtnico. Zato si stavbo razlagajo kot stavbe za shranjevanje dobrin in se je tehtnica uporablja za distribucijo donacij pomoči potrebnim.

### Vzhodna dvojna cerkev
Vzhodna dvojna cerkev je objekt zgrajen okoli leta 500/510. Da bi lahko gradili na nagnjenih terenih, je bilo približno 200 kubičnih metrov materiala nasuto. Cerkve so vedno obrnjene proti vzhodu in so na treh ravneh: na vrhu planote stoji župnijska cerkev, južno Spominska cerkev s krstilnico in grobno kapelo.

#### Župnijska cerkev
Župnijska cerkev ima pravokotno obliko, dolžine 8,5 metra in širine 21,6 metra. Je služila za evharistijo. Na zahodu je bil spredaj narteks, predsoba za krstilnico. V vzhodni polovici prezbiterija je bila polkrožna duhovnikova miza. Prezbiterij je verjetno imel kamnita tla, ki niso ohranjena. V osi pred duhovnikom, so našli ostanke oltarne mize. Prezbiterij je bil zaključen z marmorno prepreko, primerno za stranske stopnice in povišan koridor vzdolž vzdolžne osi cerkve, ki vodi od prezbiterija do centra cerkve. Čemu je to služilo ni bilo mogoče rekonstruirati zaradi slabega stanja. Tla v dvorani so bila prekrita z mozaiki, ki so obsegali 140 m². Približno 40 m² se jih je ohranilo in so zdaj v muzeju v Globasnici. Vsi mozaiki na Hemmabergu so iz petih barv: črne, sive, bele in roza apnenčaste kamnine, rdeča je iz opeke.
Zahodna polovica kaže motive ptic v pasovih, ki tvorijo kroge in kvadrate. Prikazani so žerjavi, ki so simbol reda, budnosti in občutka za skupnost očetov in različne vodne ptice. To interpretirajo kot namig na raj. Na obeh straneh povišanega koridorja je nadstropje opremljeno z zvezdami in cvetnimi okraski. Na robovih prezbiterija je bil nameščen ornament, na duhovnikovi mizi pa motiv trte.
Vzhodno od cerkve je majhna zakristija, v katero so vstopali tako od zunaj kot iz cerkve. Na severni steni cerkve je cisterna z nagnjenimi tlemi. Estrih je narejen iz zdrobljene opeke.

#### Spominska cerkev
Druga cerkev se nahaja na nekoliko nižji ravni in je pravokoten prostor dolg 8 metrov in širok 16,8 metra. Na vzhodu mu sledi 3,9 metra globoka apsida. Na Zahodu je navzven zgrajen narteks. V tej cerkvi je bila le apsida okrašena z mozaikom. V krogu se ponavlja pav, ohranjen je ostanek napisa darovalca. Za pava so uporabili steklene kamenčke v različnih odtenkih modre. Preostali del cerkvenih tal je sestavljen iz opeke. Duhovnikova miza se dviga pred tetivo apside. V centru apside je jama, ki naj bi vsebovala relikvije. To bi lahko pojasnilo poudarjanje apside z mozaikom, kot tudi pava kot simbol večnosti. Južno od veže izven cerkve, kot tudi na strani prezbiterija v cerkvi, sta dva grobova. V prvem je bila pokopana ženska, morda dobrotnik, v drugi je verjetno duhovnik. Po stopnicah na južni strani cerkve je grobna kapela. V zgodnjem krščanstvu je čaščenje relikvij posebej spodbujal Ambrož, škof v Milanu. Grob v bližini mučenika so obravnavali kot jamstvo za vstajenje. Cerkev je zato treba obravnavati kot Spominsko cerkev. Ta cerkev je bila prej znana kot škofova cerkev.
- Oltar v Spominski cerkvi
- Rekonstrukcija oltarja
- Donatorska kapela
- Mozaik iz Donatorske kapele

Južno od spominske cerkve in kapele se ponovi v manjši obliki 8,5 × 3,9 metra še ena spominska cerkev. Ta je bila opremljena z mozaikom in je bila verjetno zgrajena istočasno s cerkvijo. Mozaik prikazuje zavozlan trak, z motivi trikotnikov, dva pramena prepletenih trakov in "psa, ki teče". Trak je sestavljen iz velikih in majhnih kvadratov. Mali kvadratki so ločeni z linijami v obliki zvezd. Večji kvadrati niso bili dovolj dobri za rekonstrukcijo vsebine, lahko vsebujejo upodobitve ptic ali napisov.

#### Baptisterij
Zahodno od spominske cerkve je osmerokotna krstilnica. Sta dve stavbi verjetno povezani z atrijem, tla so opremljena z estrihom, obstajajo sledovi stebrov, ki bi lahko nosili streho. Krstilnica meri v osi 7,2 in 6,8 metra. Levo in desno od vhoda se nahajata na zunanji strani v območju atrija dva grobova. Na severu, od koder je še vedno ohranjen marmor, je ležalo okostje človeka, ki se dotika relikvije, sive steklenice. V kotu je bil grob otrok. V kotu med atrijem in krstilnico so ob izkopavanjih našli še tretji, zelo poškodovan grob. 
Tla krstilnice so bila obložena z mozaikom, ki je razdeljen na trakove trapeznih oblik. Šest izmed njih kaže različne okraske, dva sta opremljena s podobami rac in pavov.

### Zahodna dvojna cerkev
Zahodna dvojna cerkev je objekt, ki je bil zgrajena hkrati z vzhodnim in leži približno 25 metrov od njenega roba. Spet je bilo nasute okoli 200 kubičnih metrov zemlje, da so dobili ravno podlago za cerkve.

#### Župnijska cerkev
Južna cerkev je apsidialna dimenzije od 29,3 metra v dolžino in 9,55 metra v širino. Na zahodni strani je narteks in portal. Na notranji steni apside je duhovnikova miza. Prezbiterij je poveča in je bil urejen kot edini del cerkve s pet barvnimi mozaiki: geometrijskimi vzorci polkroga (Pelten) v apsidi ter diamanti in trikotniki z ornamenti pred apsido. Za polnjenje ornamentov so služili listi motivov, kot so v vzhodni dvojni cerkvi. Na mestu nekdanjega oltarja so našli nekaj ostankov relikviarija: tri pravokotne marmorne plošče, ki so nosile osnovno ploščo oltarne mize. V dveh ploščah je vgraviran križ. V zaboju so bili poleg drobcev svetinj še srebrn prstan in kosti mučenika. Vsebina svetišča kaže na poreklo iz vzhodnega Sredozemlja, od Sirije ali Cipra: majhen sarkofag s pokrovom, na vogalih in daljših straneh je akroterij (podstavek za ornament). V ozadju je križ, prvotno opremljen z rdečo štukaturo. Na ta način so posnemali kamnite vložke (Champlevé tehnika - lošč). Ostanki mučenika so bili pokopani za novim glavnim oltarjem cerkve sv. Heme in Doroteje leta 2004.
Prezbiterij je bil verjetno omejen z lesenimi stenami. Znotraj in zunaj cerkve so našli več grobnic. Pod ostanki estriha in toplotnem kanalu so odkrili drobne najdbe, vključno vzhodno sredozemske in severnoafriške keramične izdelke (Terra Sigillata) in alemasko fibulo. Ob severni strani prezbiterija vodi v zakristijo proti zahodu podolgovata dvorana, ki je dodana na severni strani cerkve. Temelj dvorane je verjetno služil kot temelj za lesene opornike.

#### Krstilnica
Krstilnica je bila 24,2 metrov dolga in 13,5 metra široka. Postavitev je rahlo premaknjena zaradi strmine. Cerkev ima izzidek, ki spominja na transept (prečna ladja). Tloris je torej križ. Na zahodnem robu je krstni kamen, Piscina. Cerkev je služila za krst in birmo. 
Narteks na zahodu je nekoliko nižji kot ladja, na isti višini kot veranda, ki se nahaja tik ob južni steni cerkve. Dostop do cerkve je na južni strani narteksa. V ladji in v narteksu so našli grobove.

## Romarska cerkev
Romarska cerkev sv. Heme (patrocinium 27. junij) in Doroteje (patrocinium 6. februar) se nahaja severozahodno od arheološkega najdišča na najvišji točki planote. V dokumentih je bilo omenjeno, da je bila zgrajena v letih 1498-1519. Na tej poznogotski stavbi je še vedno mnogokoten kor in dolga ladja. Na zahodu je baročni podaljšek iz druge polovice 17. stoletja. Mogoče je ta del starejši in je bil kasneje predelan v baročnem slogu. Zvonik na južni strani nosi koničasto streho. Na severni strani ladje je bila dodana večkotna baročna kapela, ki je bila posvečena leta 1681. Zahodni portal je poznogotski, profiliran in okroglo obokan. Kot prag služi rimski zidni fragment. V stolpu je napis C. Secundinius Secundus, župan Celeie in soproga Materna.
Ladja je petločna in ima baročni obok. Kor ima 5/8-zaključek in oboke na okroglih pilastrih. Zakristija se nahaja v pritličju zvonika in ima poznogotski portal. V koru in v vzhodnem delu ladje so poznogotska pisana okna. Zvezdni obok kora je bil leta 1619 poslikan s štirimi evangelisti in štirimi cerkvenimi očeti v tehniki Al secco. Na severni steni ladje je vstajenje Kristusa, na vzhodni strani Poslednja sodba. V ladji so podobe, ki predstavljajo prizore iz legende o sv. Hemi.
Glavni oltar in dva stranska oltarja so iz 1662, kipi v oltarju pa iz 19. stoletja. Leva oltarna slika prikazuje sv. Jerneja in Krištofa, na desni Urbana in Erazma. Druga dva stranska oltarja in oltar v kapeli so iz poznega 17. stoletja. Leta 2004 sta Boris in Aleksander Čipan zasnovala ljudski oltar. Uporabili so dele iz poznoantične severne cerkve: kamnite plošče z vgraviranim križem, kamnit zaboj in obnovljen relikviarij, v katerem so pokopane relikvije svetnikov.

## Rozalska jama
V Rozalski jami tik pod starodavnim naseljem je izvir, ki je ljudem služil za oskrbo z vodo. Izvir teče še danes. V jami je tudi kapela.
Leta 1669 so v jamo postavili kip sv. Rozalije, ki je prišel iz škofije v Dobrli vasi. Leta 1680 so se župnije Dobrla vas, Škocjan v Podjuni, Stein (=Jaunstein), Šentvid, Galicija, Žitara vas in Železna Kapla dogovorile za izgradnjo kapele, da bi se zaščitile pred kugo. Leta 1681 je bila kapela posvečena v procesiji s 23 duhovniki in 1.000 ljudmi.
Današnja lesena kapelica je bila zgrajena po požaru leta 1926. Kip sv. Rozalije je zasnoval Switbert Lobisser, avtrijski benediktinski menih, slikar in rezbar (1878-1943), izdelal pa južno tirolski kipar Stefan Planker, na njem pa so začetnice Lobisserja.
Na stenah so številni sledovi obdelave. Ti kažejo, da je bila jama v antiki obzidana, da so lahko zajezili izvirsko vodo. Verjetno bi lahko imeli za dostop leseno konstrukcijo iz planote, to je znotraj obzidja, a je bil dejanski dostop zunaj njega.